# Isabel da Prússia
Isabel da Prússia (18 de junho de 1815 - 21 de março de 1885) foi a segunda filha e a quinta criança do príncipe Guilherme da Prússia e da condessa Maria Ana de Hesse-Homburgo. Era neta do rei Frederico Guilherme II da Prússia.

## Biografia
Isabel casou-se com o príncipe Carlos de Hesse e do Reno, o segundo filho de Luís II, Grão-duque de Hesse, a 22 de Outubro de 1836 em Berlim. Aparentemente o seu casamento foi tumultuoso: ele acusou-a de ser feia e sem interesse e ela achava que ele era frio e pouco afectuoso.
Isabel tinha uma boa relação com a sua nora, a princesa Alice do Reino Unido. Nos seus últimos anos, Isabel ganhou bastante peso e tornou-se obesa. Viveu para ver o seu filho ascender ao trono como Grão-Duque de Hesse e do Reno a 13 de junho de 1877 e para ver as duas filhas mais velhas de Luís e Alice casarem. A primeira neta de Isabel e Carlos, a princesa Alice de Battenberg, também nasceu enquanto ela ainda era viva. Ela morreu no condado de Darmstadt-Bessungen com 69 anos, oito anos depois do seu marido.

## Casamento e descendência
Isabel casou-se com o príncipe Carlos de Hesse e do Reno de quem teve sete filhos, dos quais quatro chegaram à idade adulta:
| Nome                         | Nascimento             | Morte                  | Observações |
| ---------------------------- | ---------------------- | ---------------------- | --- |
| Luís IV, Grão-duque de Hesse | 12 de setembro de 1837 | 13 de março de 1892    | casou-se com a princesa Alice do Reino Unido; com descendência.                                                 |
| Henrique de Hesse-Darmstadt  | 28 de novembro de1838  | 16 de setembro de 1900 | casou-se primeiro com a baronesa Karoline de Nidda e depois com a baronesa Emily de Dornberg; com descendência. |
| Ana de Hesse-Darmstadt       | 25 de maio de 1843     | 16 de abril de 1865    | casou-se com o grão-duque Frederico Francisco II de Mecklemburgo-Schwerin; com descendência.                    |
| Guilherme de Hesse-Darmstadt | 1845                   | 1900                   | casou-se com a baronesa Josefina de Lichtenberg                                                                 |